# Pisinna subfusca
Pisinna subfusca är en snäckart. Pisinna subfusca ingår i släktet Pisinna och familjen Anabathridae.

## Underarter
Arten delas in i följande underarter:
- P. s. aupouria
- P. s. subfusca